# دانة صحراوية
الدانة  الصحراوية أو الغصة الصحراوية (باللاتينية: Ballota deserti) نوع نباتي يتبع جنس الدانة من الفصيلة الشفوية من رتبة الشفويات.

## البيئة والانتشار
موطنها المغرب العربي.

## مرادفات للاسم العلمي
- (باللاتينية: Sideritis deserti Noë)
- (باللاتينية: Maropsis deserti (Noë) Pomel)
- (باللاتينية:   							                                                          							 								                             	Marrubium deserti (Noë) Coss.)